# Giovanni Garulli
Giovanni Garulli, talvolta indicato come Giovanni Carulli (fl. XX secolo), è stato un calciatore italiano, di ruolo ala.

## Carriera
Proveniente dal Club Sportivo Firenze, con la fusione di questa società con la Palestra Ginnastica Fiorentina Libertas Garulli fece parte della rosa nella squadra viola nel 1926-1927, la prima stagione della squadra gigliata; disputò in stagione 4 presenze, esordendo in Prima Divisione nell'incontro di Ferrara contro la SPAL perso per 3-1. Segnò la sua unica rete in maglia viola in Fiorentina-Pistoiese 3-2, il 14 novembre 1926. Venne ceduto dopo una sola stagione.